# Arctomys vetus
Marmota vetus (Arctomys vetus, Palaearctomys vetus) — викопний вид бабаків. Рід бабак виник наприкінці міоцену в Новому Світі. Найдавніший таксон Marmota vetus відомий з останнього середньо-міоценового (кларендонського) місця Loup Fork Beds у північній Небрасці. Не виключено, що Marmota vetus є ще й першим справжнім бабаком-колонізатором Старого Світу, під час пізнього міоцену, знайденого з формації Сариблак у Зайсанській западині Казахстану. Єдиним іншим відомим видом з пізнього міоцену є Marmota minor.